# 伍德斯托克 (弗吉尼亚州)
伍德斯托克（英語：Woodstock）是美國維吉尼亞州謝南多厄郡下的一個鎮。面積3.2平方英里，2000年時人口為3,952人。